# Hypogonadisme
Hypogonadisme is een te lage spiegel van geslachtshormonen, door verminderd functioneren van de gonaden. Hierdoor is er een abnormaal lage waarde van testosteron bij mannen of abnormaal lage waarden van oestrogenen en progestagenen bij vrouwen.

## Oorzaken

### Primair Hypogonadisme
Primair hypogonadisme treedt op wanneer de gonaden zelf niet goed functioneren. Bij mannen kan dit het gevolg zijn van aandoeningen zoals testiculaire trauma, infecties, genetische afwijkingen of bepaalde medicijnen. Bij vrouwen kan het voorkomen door ovariumfalen, genetische aandoeningen, auto-immuunziekten of bestraling van de eierstokken.

### Secundair Hypogonadisme
Secundair hypogonadisme treedt op wanneer de stoornis zich voordoet op het niveau van de hypofyse of hypothalamus. Dit kan veroorzaakt worden door tumoren, verwondingen, genetische factoren of andere aandoeningen die de regulatie van de geslachtshormonen beïnvloeden.

## Symptomen
De symptomen van hypogonadisme variëren tussen mannen en vrouwen, maar kunnen onder meer vermoeidheid, verminderd libido, onvruchtbaarheid, stemmingswisselingen en botverlies omvatten.

## Diagnose
De diagnose van hypogonadisme omvat vaak bloedonderzoek om de hormoonspiegels te meten, evenals beeldvormende onderzoeken zoals echografie van de geslachtsorganen.

## Behandeling
Behandelingsopties zijn afhankelijk van de oorzaak en kunnen bestaan uit hormoonvervangingstherapie, chirurgische ingrepen of medicamenteuze behandeling.

## Preventie en Beheer
Preventie van hypogonadisme is niet altijd mogelijk vanwege genetische en aangeboren oorzaken. Beheer van de aandoening omvat regelmatige monitoring, aanpassingen van de behandeling indien nodig en ondersteunende zorg.